# Mobile01
，簡稱01（Zero-One）、俗稱膜拜01、摩比01、小惡魔等。是專門討論各種行動電話、行動裝置、3C等產品與介紹台灣各景點的網路論壇，由詠勝科技有限公司（位於台灣的臺南和臺北）維護。在Alexa的統計中，Mobile01是台灣關於3C產品資訊討論的高瀏覽率網站之一。

Mobile01 攜帶版首頁

Mobile01的標誌為英文的Mobile與一個01所構成，其中01以一個小惡魔的卡通圖案所化成。在Mobile01中，小惡魔為站內會員愛好3C產品的精神象徵。

## 發展歷史
Mobile01於2000年，由蔣叡勝創立，並與義務提供服務的Peron和Orpheus二位合作經營站務。蔣某當時於台灣大哥大擔任手機維修工作多年，認為網路社群的發展有利可圖，辭掉原工作後全力經營網站Mobile01，在當時的環境中極為少見。
2001年間，網站成立不到一年，會員已快速成長，取代當時已過氣的Windows CE網站並直接與PDAorDie競爭。PDAorDie最後因諸多因素退出網站經營，從此留下Mobilewow、MML、MyMobileLife及Mobile01這幾個網站為使用者服務。由於網路泡沫後，社群網站廣告收入極微，團購及買賣商品亦需要規模，自此開始找尋新的營收方向。首先加入團購活動，並開始規劃線上購物網站；這時期亦開始與多家企業合作。
2002年，開始嘗試開放其他版面，如相機及汽車等。各版主數也快速的增加，經由版主免費的協助，不但創造了使用者支持，也大量的減少初期的人事成本。這策略雖然並非首創，但在當時的社群網站中卻是少數經營出色者。在後來的數次網聚中，單單是參加版聚的各版版主就有百員之多。
2006年，網路購物的業務已有不錯的回收，但站方在思考優勢和報酬後，決定淡化線上購物經營，轉全心經營廣告業務，並外包廣告業務，以保持未來發展的中立性。
於2006年時，因將相關主機置於樹德科技大學內，實質上為盜用台灣學術網路資源的行為。由於大量的照片造成流量的負荷，被發現後才加以改善。
2007年7月2日，開放 Mobile01 Blog 服務，但限定 Mobile01 VIP 會員申請。
2011年7月25日，Mobile01 推出 iOS 以及 Android APP。
2013年，發生三星寫手門事件，三星旗下行銷公司鵬泰顧問公司雇用工讀生在Mobile01抹黑及造假，公平交易委員會介入調查，之後並以違反公平交易法開罰三星電子以及鵬泰顧問。寫手門事件中 Mobile01 接受調查後並未有內部人員涉入此事件，也並未因此事件受罰。
2014年3月，數位時代發表台灣網站100強，Mobile01排名第8名。

## 基礎功能及服務
討論區
可在此發表新產品開箱文，或是由專業的編輯發表評測文，用戶也可在此發表產品實際使用的心得文章。
違規處分
只要違反相關板規，文章將會被Mobile01系統的網站管理員依照網站管理規定處置。若是嚴重違規，帳號會被處以停權數天，甚至永久停權。
小惡魔市集
會員可在小惡魔市集與其他論壇使用者以物易物或交易，比起其他拍賣平台，小惡魔市集擁有免刊登費與免交易費優點。
你要就來拿
2019年Mobile01 在旗下APP推出的限定功能「你要就來拿」 提供會員捐出家中物品進行環保交流。
小惡魔鬥陣騎北宜
2008年曾與Garmin合作舉辦北宜單車活動，後改為由Mobile01主辦，也正式將活動更名為「小惡魔鬥陣騎北宜」，最新一屆小惡魔鬥陣騎北宜將於2020年3月14日舉辦。
小惡魔聖誕交換禮物
全台最大規模聖誕交換禮物活動，2011年起每年11月開始邀請會員參與此活動，希望打破線上網站缺乏互動的既定印象，透過交換禮物讓會員之間能夠收到來自網友的聖誕祝福。目前小惡魔聖誕交換禮物已經進行到第八屆

## 趣事
- Mobile01的會員分享自己的敗家成果時，常常都會不成文規則的將物品疊高，拍出所謂的疊疊樂照片。
- 會員在分享產品的使用心得時，常會說「早上/回家開門踢到一個箱子」，並會從產品尚未拆封的外箱照說起，被稱為「開箱照」。

## 中國大陸封鎖
依據GreatFire測試，其網站在中國大陸被當局的網墻封鎖，即當地網民無法正常訪問該網站。www.mobile01.com自有記載（2011年）以來遭受持續封鎖至今；cn.mobile01.com則在2014年6月至2016年一度解封，其餘時間持續封鎖至今。

## 外部連結
- Mobile01（页面存档备份，存于）（繁體中文）
- Mobile01（简体中文）
- Mobile01行動版（页面存档备份，存于）
- Mobile01的Facebook專頁
- Mobile01的Twitter （页面存档备份，存于）
- Mobile01的Instagram